# 希特奈
希特奈（法語：Chitenay，法語發音：[ʃitnɛ]）是法国卢瓦-谢尔省的一个市镇，位于该省中部略偏南，属于布卢瓦区。法国物理学家德尼·帕潘出生于此。

## 地理
希特奈（47°29'50"N, 1°22'14"E）面积15.61 平方千米，位于法国中央-卢瓦尔河谷大区卢瓦-谢尔省，该省份为法国中北部省份，北起厄尔-卢瓦省，东北接卢瓦雷省，东南接谢尔省，南至安德尔省，西南接安德尔-卢瓦尔省，西北接萨尔特省。
与希特奈接壤的市镇（或旧市镇、城区）包括：塞莱特、科尔默赖、瑟尔、索洛涅地区勒孔特鲁瓦。

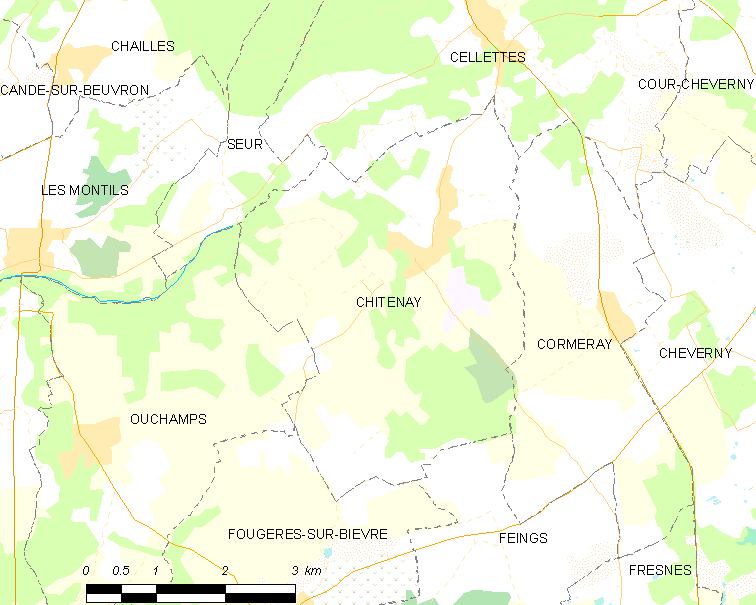
希特奈的OSM定位图

希特奈的时区为UTC+01:00、UTC+02:00（夏令时）。

## 行政
希特奈的邮政编码为41120，INSEE市镇编码为41052。

## 政治
希特奈所属的省级选区为维讷伊县。

## 人口

1962-2008年间希特奈人口变化图示

希特奈于2022年1月1日时的人口数量为1136人。